# Щербина Микола Гаврилович

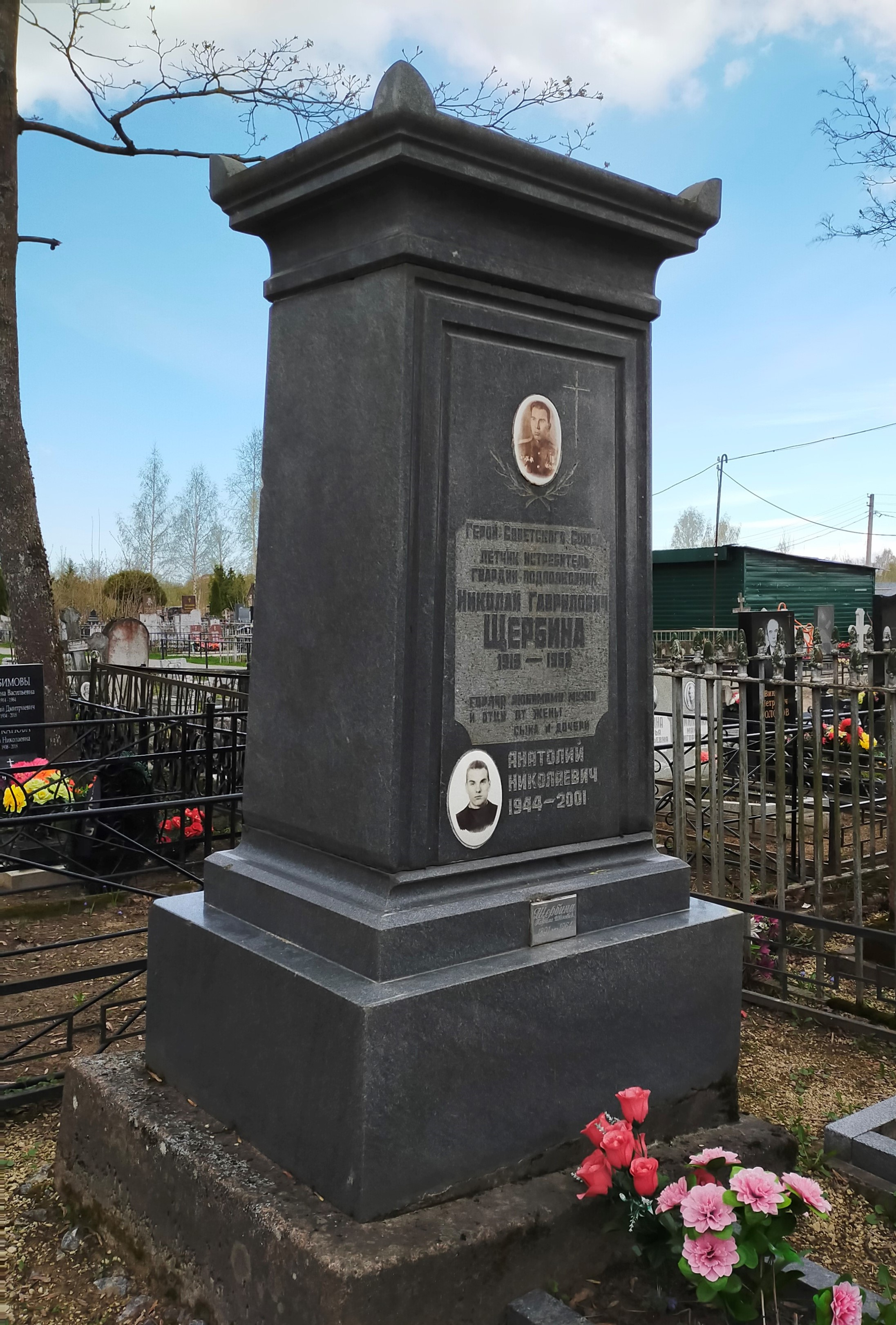
Пам'ятник на могилі М. Г. Щербини, Казанське кладовище

Мико́ла Гаври́лович Щерби́на (нар. 1 квітня 1919 — пом. 21 листопада 1952) — радянський військовий льотчик, Герой Радянського Союзу (1944), під час Німецько-радянської війни штурман 26-го гвардійського винищувального авіаційного полку (2-й гвардійський винищувальний авіаційний корпус, Військ ППО).

## Біографія
Народився 1 квітня 1919 року в селі Яковлівка Березнегуватського району Миколаївської області в селянській родині. Українець. Член ВКП(б) з 1942 року.
У 1933 році закінчив 7 класів неповної середньої школи в місті Запоріжжя, у 1934 році — школу ФЗУ. Працював слюсарем на Запорізькому заводі феросплавів.
До лав РСЧА призваний у грудні 1937 року. У 1938 році закінчив Качинську військову авіаційну школу льотчиків. Проходив військову службу в частинах ВПС Московського військового округу.
Учасник німецько-радянської війни з червня 1941 року. У червні-липні 1941 року — командир ланки 34-го винищувального авіаційного полку, в липні-вересні 1941 року — командир ланки 35-го винищувального авіаційного полку. У складі військ ППО брав участь в обороні Москви, захищаючи повітряний простір над містом.
З вересня 1941 року переведений до складу авіації ППО Ленінграда. У вересні 1941 — командир ланки 19-го винищувального авіаційного полку, у вересні-жовтні 1941 — командир ланки 124-го винищувального авіаційного полку, з жовтня 1941 по жовтень 1944 року — командир ланки, заступник командира — штурман авіаескадрильї, командир авіаескадрильї, заступник командира — штурман 26-го (з листопада 1942 року — 26-го гвардійського) винищувального авіаційного полку.
Всього за роки війни здійснив 445 бойових вильотів (з них 134 — вночі) на винищувачах МіГ-3, «Харрікейн» і Як-9. Провів 52 повітряних бої, в яких збив особисто 7 та в складі групи 4 літаки супротивника. Знищив на землі 12 ворожих літаків.
У повоєнні роки продовжував службу в авіації ППО. У 1949 році присвоєно військове звання підполковник. У 1950 році закінчив Липецькі вищі офіцерські льотно-тактичні курси. Командував 178-м винищувальним авіаційним полком ППО, освоїв реактивний винищувач МіГ-15.
Військовий льотчик 1-го класу (1951).
21 листопада 1952 року загинув в авіаційній катастрофі. Похований на Казанському кладовищі в місті Пушкін (нині в межах Санкт-Петербурга).

## Нагороди
Указом Президії Верховної Ради СРСР від 22 серпня 1944 року капітану Щербині Миколі Гавриловичу присвоєне звання Героя Радянського Союзу з врученням ордена Леніна і медалі «Золота Зірка» (№ 4508).
Також нагороджений орденом Червоного Прапора, орденами Вітчизняної війни 1-го та 2-го ступенів, Червоної Зірки, медалями.